# Вијано (Маса-Карара)
Вијано (итал. Viano) је насеље у Италији у округу Маса-Карара, региону Тоскана.
Према процени из 2011. у насељу је живело 63 становника. Насеље се налази на надморској висини од 497 м.